# Hermanfredo
Hermanfredo (también Hermanifrid o Hermanafrid; en latín: Hermenfredus) fue el último rey independiente de los turingios. Era uno de los tres hijos del rey Basino y de Basina. Sus hermanos fueron Baderico; Radegunda (la mayor), casada con el rey lombardo Wacho, y Berthar.

## Historia
Hermanfredo se casó entre 507 y 511 con Amalaberga, hija de Amalafrida, hija del rey ostrogodo Teodomiro. Amalaberga también era sobrina de Teoderico el Grande, rey de los ostrogodos (r. 474-526). No está claro cuándo se convirtió en rey, aunque en una carta de Teodorico fechada en 507 ya era nombrado rey (rex thoringorum). Inicialmente compartió el trono con sus hermanos, pero en 529 mató a su hermano Berthar en batalla.
Según Gregorio de Tours, fue Amalaberga la que instigó a Hermanfredo contra su hermano. Pero Amalaberga no se dio por satisfecha y siguió instigando a su marido contra su otro hermano. Siempre según Gregorio de Tours, en una ocasión Amalaberga puso solo la mitad de la mesa para comer. Cuando Hermanfredo le preguntó la causa de aquello, ella le contestó que: «un rey que solo es dueño de la mitad de su reino, sólo merece la mitad de la mesa». Hermanfredo meditó sobre ello y decidió pactar con Teodorico I de Austrasia, rey merovingio de Metz o Reims entre 511 y 534, para marchar juntos contra su hermano Baderico. Baderico fue derrotado por los francos y decapitado, pero Hermanfredo se negó a cumplir su parte de lo pactado con Teodorico, naciendo una profunda enemistad entre ellos.
En 531, Teodorico, su hijo Teodebaldo (futuro rey, r. 548-555) y su medio hermano el rey Clotario I atacaron el reino turingio. Los francos vencieron en la batalla cerca del río Unstrut y tomaron el palacio real de Scithingi (el actual Burgscheidungen). Hermanfredo se dispuso a huir, pero los francos lo capturaron junto a su sobrina Radegunda y a sus sobrinos (ver la obra de Venancio Fortunato, De excidio Thoringae).
Tras la victoria parecía que el odio que les enfrentaba iba a desaparecer, y Teodorico proporcionó a Hermanfredo un salvoconducto, ordenándole que se dirigiese a Zülpich, y le colmó de regalos. Pese al salvoconducto, alguien atacó a Hermanfredo desde las murallas de Zülpich y murió. Gregorio de Tours menciona que ciertas personas se aventuraron a sugerir en ese momento que todo había sido una trampa de Teodorico.
Radegunda fue casada a la fuerza con el rey Clotario I, aunque la esposa de Hermanfredo, Amalaberga, huyó con sus hijos Amalafredo y Rodelinda y sus familiares ostrogodos, siendo hechos prisioneros por el general bizantino Belisario y enviados a Constantinopla. Allí Amalafredo fue nombrado general imperial y Rodelinda fue obligada a casarse con el rey lombardo Alduino.
El reino turingio llegó a su fin con Hermanfredo. La región al este del río Saale fue ocupada por tribus eslavas, mientras que en el norte de Turingia se asentaron los sajones.
La caída de la dinastía turingia fue objeto de varios tratados épicos, siendo el mejor conocido de ellos el Rerum gestarum saxonicarum libri tres de Viduquindo de Corvey, sobre el mito de la fundación sajona, escrito en 967.

## Sobre las fuentes
La principal fuente de esta época es Gregorio de Tours, pero por su origen, representa el punto de vista de los francos. Viduquindo de Corvey es bastante posterior e incorpora en sus relatos muchos elementos de leyenda que se fueron incorporando en los siglos posteriores. Por su parte, Procopio de Cesarea solo menciona los sucesos que afectaron escuetamente a Italia.